# José Lopes da Silva
José Lopes da Silva (* 15. Januar 1872 in Ribeira Brava; † 2. September 1962 in Mindelo) war ein Professor, Journalist und Dichter aus Kap Verde.

## Leben
Lopes da Silva wurde am 15. Januar 1872 in Ribeira Brava, der Hauptstadt der Insel São Nicolau. Zu Beginn des 20. Jahrhunderts zog er nach Mindelo in den Westen der Insel São Vicente, wo er später wieder auf Familienmitglieder traf.
Während der Zeit vor der Claridade-Generation, vor 1936, gehörte er zu den drei literarischen und kulturellen Vertretern der Kapverden neben Eugénio Tavares und Pedro Cardoso. Er schrieb einige seiner Gedichte in kapverdischem Kreolisch, vor allem in den Varianten des São-Nicolau-Kreolisch und des São-Vicente-Kreolisch.
Seine Werke wurden mit anderen Geschichten erstmals 1936 in der Zeitschrift „Claridade“ veröffentlicht.
Er starb im Alter von 90 Jahren in Mindelo auf der Insel São Vicente und galt damals als der erste am längsten lebende Schriftsteller auf den Kapverden.
Er ist nicht zu verwechseln mit einem anderen Dichter, der auf der Insel Santo Antão geboren wurde, nämlich José Gabriel Lopes da Silva, der allgemein unter dem Pseudonym Gabriel Mariano bekannt war und ebenfalls Dichter sowie Romanautor und Essayist war. Möglicherweise könnte er mit ihm verwandt sein.

## Familie
José Lopes da Silva gehörte zu einer Familie großer kapverdischer Literaten, zu denen António Aurélio Gonçalves und Baltasar Lopes da Silva gehörten. Zu seinen Cousinen zählten Orlanda Amarílis und Ivone Ramos, eine der ersten kapverdischen Schriftstellerinnen, sowie Carlos Filipe Gonçalves, ein Journalist und Musikhistoriker.

## Vermächtnis
Ein kleiner Park (Largo) im Osten von Mindelos Stadtteil Alto Mira (Alto Miramar) ist nach ihm benannt und liegt östlich der Avenida Baltasar Lopes da Silva.